# أصول الإفتاء وآدابه
أصول الإفتاء وآدابه-هو دليل لأصول وآداب إصدار الفتاوى في الشريعة الإسلامية، من تأليف العالم الباكستاني محمد تقي العثماني، قاضي سابق في محكمة الشريعة الفيدرالية، والمحكمة العليا في باكستان. ويعد الكتاب من الكتب الأساسية لطلبة الفقه المتقدمين، ويستخدم على نطاق واسع في الحوزات العلمية. ويتناول الكتاب جوانب مختلفة من الفتوى، بما في ذلك تعريفها، وأنواعها، وشروط إصدارها، بالإضافة إلى إرشادات لطالبي الفتوى ودور المفتي في ذلك. بالاعتماد على مجموعة متنوعة من المصادر، بما في ذلك القرآن الكريم وتعاليم العلماء المسلمين وصحابة الرسول، يقدم الكتاب نظرة عامة شاملة على الموضوع، بما في ذلك تاريخ وتطور الفقه الإسلامي وأهمية تبني مدرسة فكرية معينة.

## خلفية
يعتمد الكتاب على كتاب" شرح عقود المفتي" لابن عابدين، وقد أثرى بمصادر مختلفة، مثل تاريخ الفتوى ومتطلباتها وآدابها. أثناء إلقائه محاضرات في قسم الإفتاء، كتب تقي العثماني مذكرة للطلاب في جامعة دار العلوم بكراتشي قام فيها بتلخيص كتاب شرح عقود رسم المفتي، وأضاف نقاط المعرفة وتاريخ الفتوى والمصطلحات والآداب للمساعدة في فهم حقيقة الفتوى. وقد قام العديد من الطلاب بنسخ هذه المذكرة لمساعدتهم في دراستهم، وتوجه إليه عدد كبير منهم وطلبوا منه طباعتها، بهدف توفير تكاليف النسخ والتصوير، إلا أنه قرر إرجاء طباعة المذكرة؛ حتى يتمكن من إعادة فحصها ومراجعتها، واستئنافها في صورة تأليف مستقل.
وعلى الرغم من نيته في إكمال هذا العمل، إلا أن سنوات عديدة مرت دون اتمامه، لأن تقي العثماني أصبح منشغلاً للغاية ويسافر باستمرار. وفي النهاية أتيحت له فرصة إعادة النظر فيها، فجعل من أولوياته الانغماس في تعلم أشياء جديدة، وتصحيح وتنقيح الموضوعات الشائكة، وإجراء أبحاث موسعة. لقد حذف بعض النقاط من المذكرة، وأضاف لها مناقشات متصلة بالموضوع. وقد ركز على القضايا التي تحتاج إلى توضيح، وقام بعرض نتائج أبحاثه في الكتاب. حتى يكون تأليفًا جامعًا يفي بمقاصده ويلبي احتياجات الطلاب، ويعينهم في أداء مهمتهم.
توجد طبعة أخرى من الكتاب، وهي الأكثر تداولاً في العلام العربي، وهي الطبعة الصادرة عن دار القلم بدمشق عام 2014م.

## محتوى
ينقسم الكتاب إلى تسعة فصول تتناول مجموعة واسعة من المواضيع المتعلقة بالفتوى. في الفصل الأول، والذي جاء بعنوان " الفتوى وخطورتها" وحدد فيه المؤلف مفهوم الفتوى لغة وأصطلاحًا، وأنواعها كالفتوى الشرعية والفقهية والجزئية. والفرق بين الإفتاء والقضاء، ويناقش أيضًا المؤلف في هذا الفصل سلطة المفتي ومسؤوليته في إصدار الفتوى، ودور الفتوى في الشريعة الإسلامية.
وفي الفصل الثاني، تحدث عن أهمية الأدب في إصدار الفتوى وطلبها. ويشير المؤلف إلى ضرورة أن يتصف المفتي ببعض الصفات كالعلم والتقوى والإخلاص، وأن يتعامل المستفتي مع المفتي بالتواضع والاحترام.
في حين يتناول الفصل الثالث التطور التاريخي للفقه الإسلامي والمذاهب الفكرية المختلفة التي ظهرت عبر الزمن. يتناول المؤلف أسباب نشوء المدارس المختلفة وأساليبها في تفسير القرآن والسنة. ويعرض لطبقات فقهاء الحنفية وكذلك طبقات فقهاء الشافعية
وفي الفصل الرابع يتحدث المؤلف عن الشروط التي يجب توافرها في الشخص حتى يكون مفتياً. ويؤكد على أهمية امتلاك العلم والتقوى والخبرة، وضرورة اتباع مذهب معين.
أما الفصل الخامس، فيتحدث العثماني عن دور التقليد في الشريعة الإسلامية ودرجات التقليد. ويؤكد المؤلف على أهمية اتباع العالم أو المفتي الموثوق به وتجنب التقليد الأعمى.
وفي الفصل السادس يتم تقديم نظرة عامة على تصنيف الفقهاء حسب مستوى معرفتهم وخبرتهم. يوضح المؤلف مفهوم طبقات العلماء في المذهبين الحنفي والشافعي، ويناقش بعض الانتقادات الموجهة إلى هذا التصنيف.
وفي الفصل السابع يتحدث المؤلف عن مسألة إصدار الفتوى بناء على مذهب آخر. ويبين الشروط التي يجب أن تتوفر في المفتي حتى يفتي بمذهب آخر، وحدود تلك الفتاوى.
ويتناول الفصل الثامن مبادئ مجلة الأحكام العدلية، وهي مجموعة قواعد قانونية شاملة في الشريعة الإسلامية. يشرح المؤلف خلفية وتطور المجلة وأهميتها في الشريعة الإسلامية.
أما في الفصل التاسع والأخير من هذا العمل، يقدم المؤلف ملخصاً لأهم النقاط التي تناولها الكتاب، ويؤكد على أهمية اتباع أصول وآداب إصدار الفتاوى وطلبها في الشريعة الإسلامية.

## ترجمة
وقد تم ترجمة الكتاب إلى اللغة البنغالية من خلال هارونور رشيد، وقام بتحقيقه محمود حسن جمشيد، ونشرته مكتبة النصرة. بالإضافة إلى ذلك، تمت ترجمته إلى اللغة التركية بواسطة إمري يازيجي ونشرته دار ياسين للنشر.

## روابط خارجية
- أصول الإفتاء وأدبه في أرشيف الإنترنت